# Lotossamen

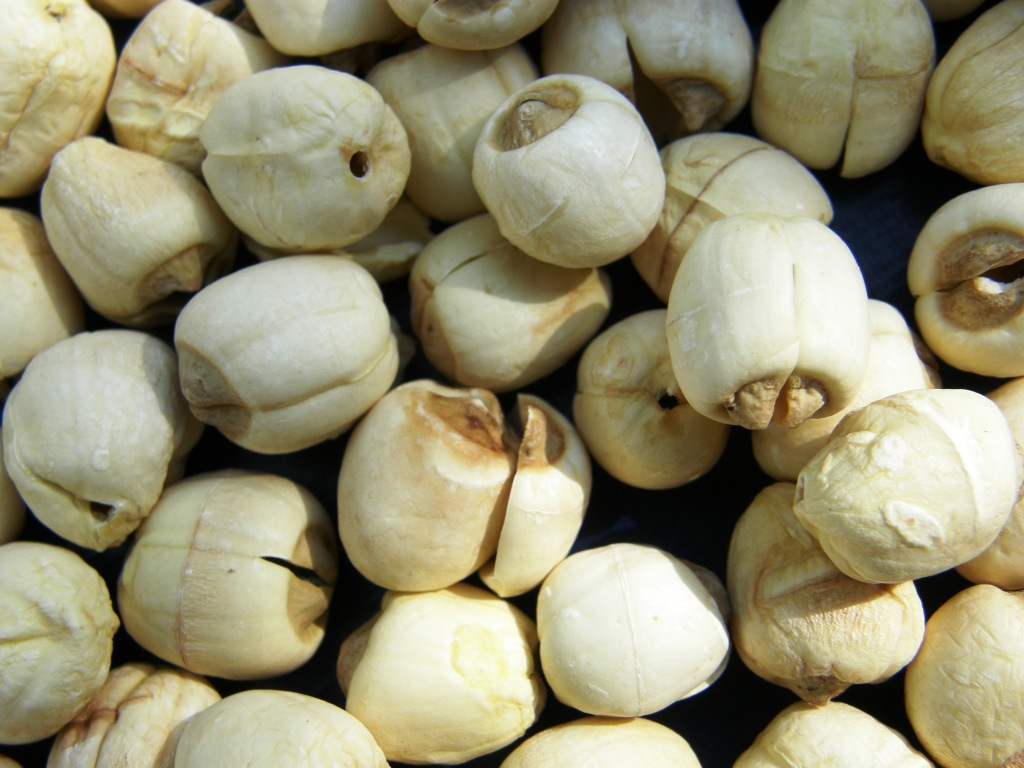
Getrocknete Lotossamen

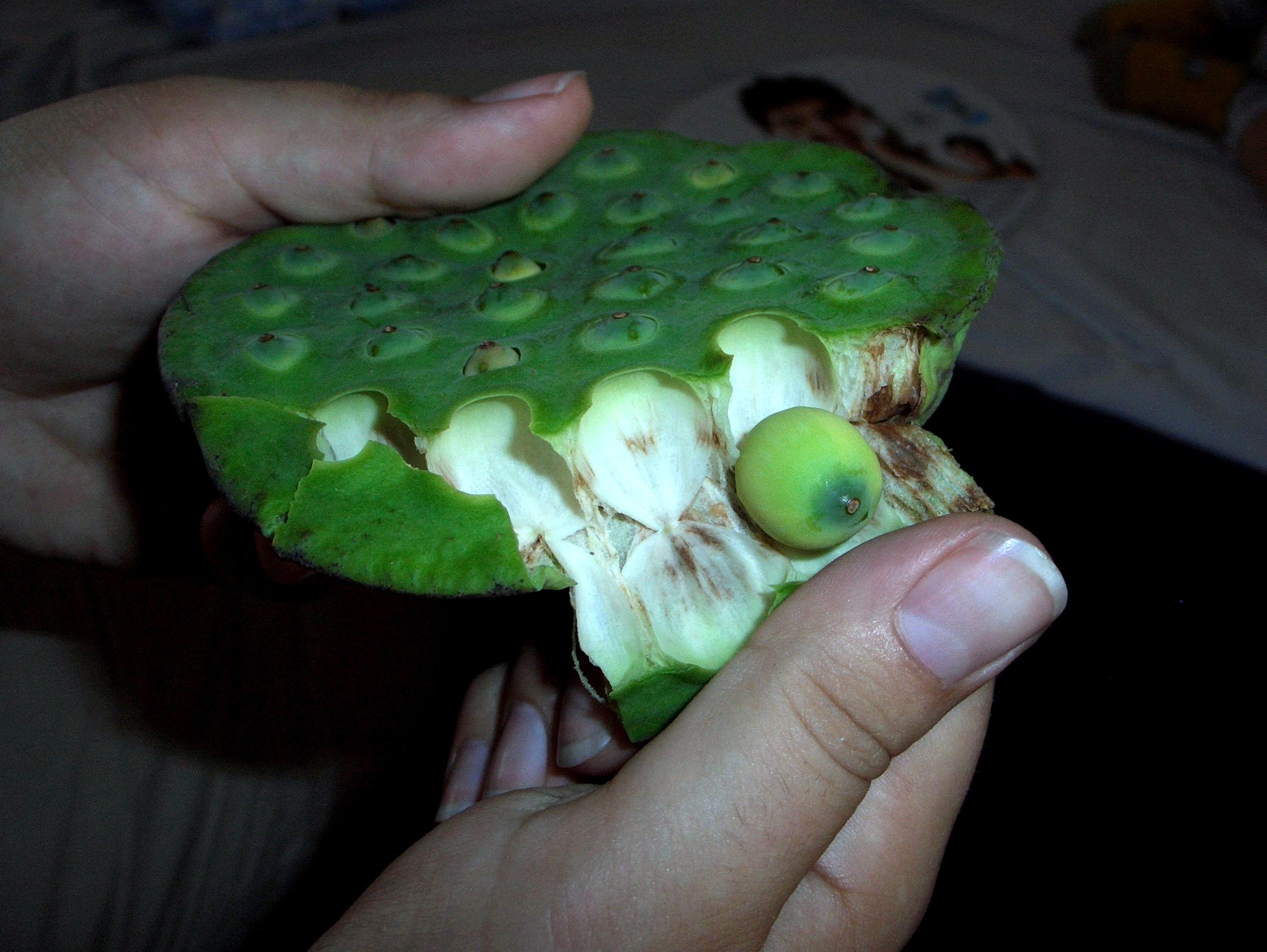
Frische Lotussamen in der Pflanze

Lotossamen, die auch als Lotosnüsse, seltener Lilienknospen, bezeichnet werden, sind die Samen der Lotospflanze, genauer des Indischen Lotos (Nelumbo nucifera). Sie werden in der asiatischen, namentlich der chinesischen Küche vor allem für die Zubereitung von Süßspeisen verwendet. In Europa werden sie bereits seit Jahrzehnten vertrieben, auch wenn sie weitgehend unbekannt geblieben sind.
Lotossamenpaste wird aus getrockneten Lotossamen hergestellt und beispielsweise als Füllung in höherwertigen Süßspeisen in der chinesischen Küche verwendet.
In Europa werden meist getrocknete weiße Lotossamen gehandelt. Die nussartige Frucht hat einen Durchmesser von ca. 0,5 bis 1 cm und ist sehr hart. Für die Zubereitung legt man sie zunächst in heißes Wasser und lässt sie einige Stunden weichen. Anschließend entfernt man den bitteren grünen Keimling, der sich zwischen den beiden Keimblättern befindet. Die Lotosnuss von mandelartiger Konsistenz kann dann beliebig weiterverarbeitet werden.
Die Forschung interessiert sich für Lotossamen, da sie eine besonders lange Keimfähigkeit haben. Auch über 450 Jahre alte Samen sind überwiegend noch keimfähig.

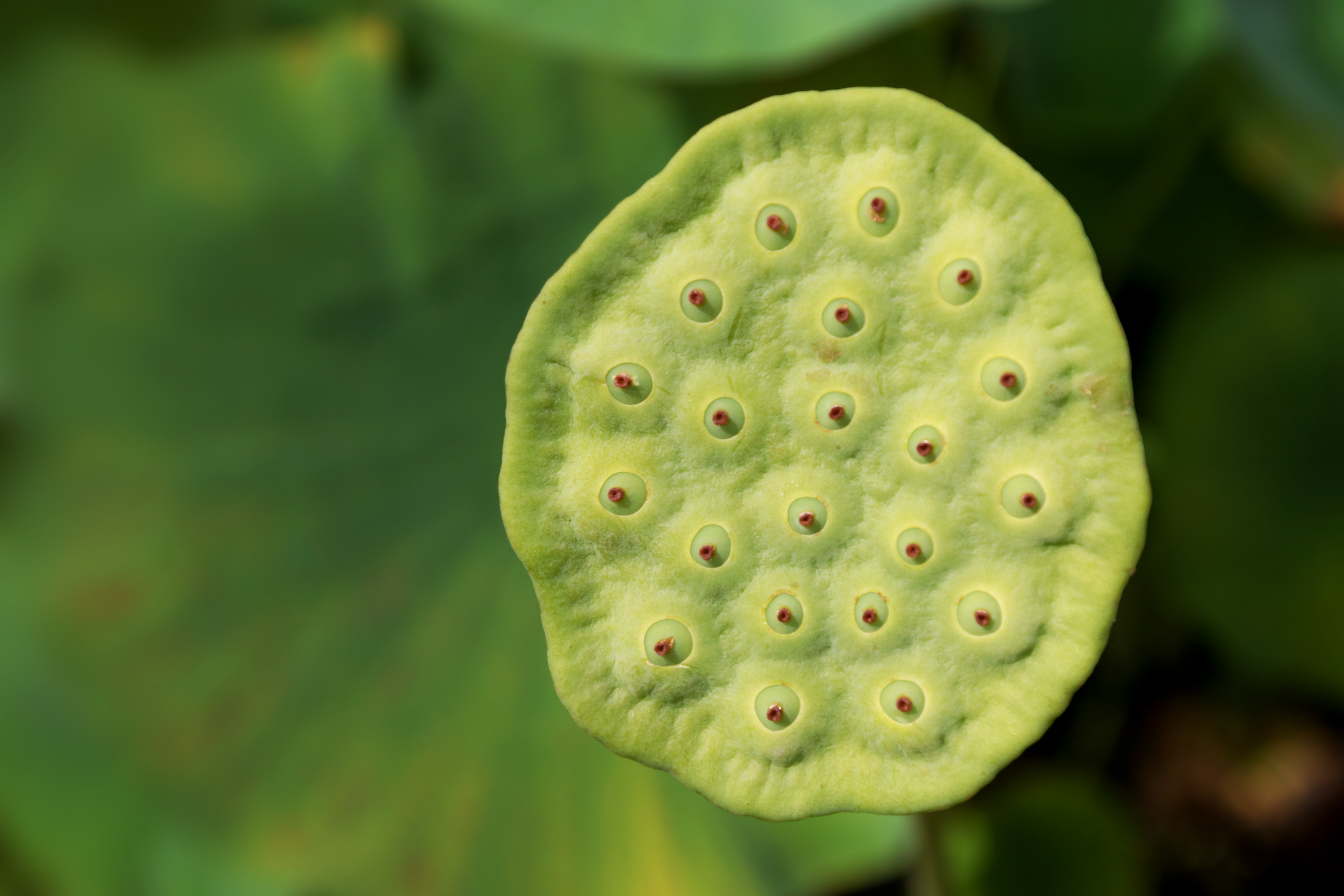
Lotus Samenkopf, Lotus Nelumbo nucifera Samenkopf